# Rue Lambert (Paris)
Pour l’article homonyme, voir Rue Lambert.
La rue Lambert est une voie du 18e arrondissement de Paris, en France.

## Situation et accès
La rue Lambert est une voie publique située dans le 18e arrondissement de Paris. Elle débute au 8, rue Nicolet et se termine au 29, rue Custine.

## Origine du nom

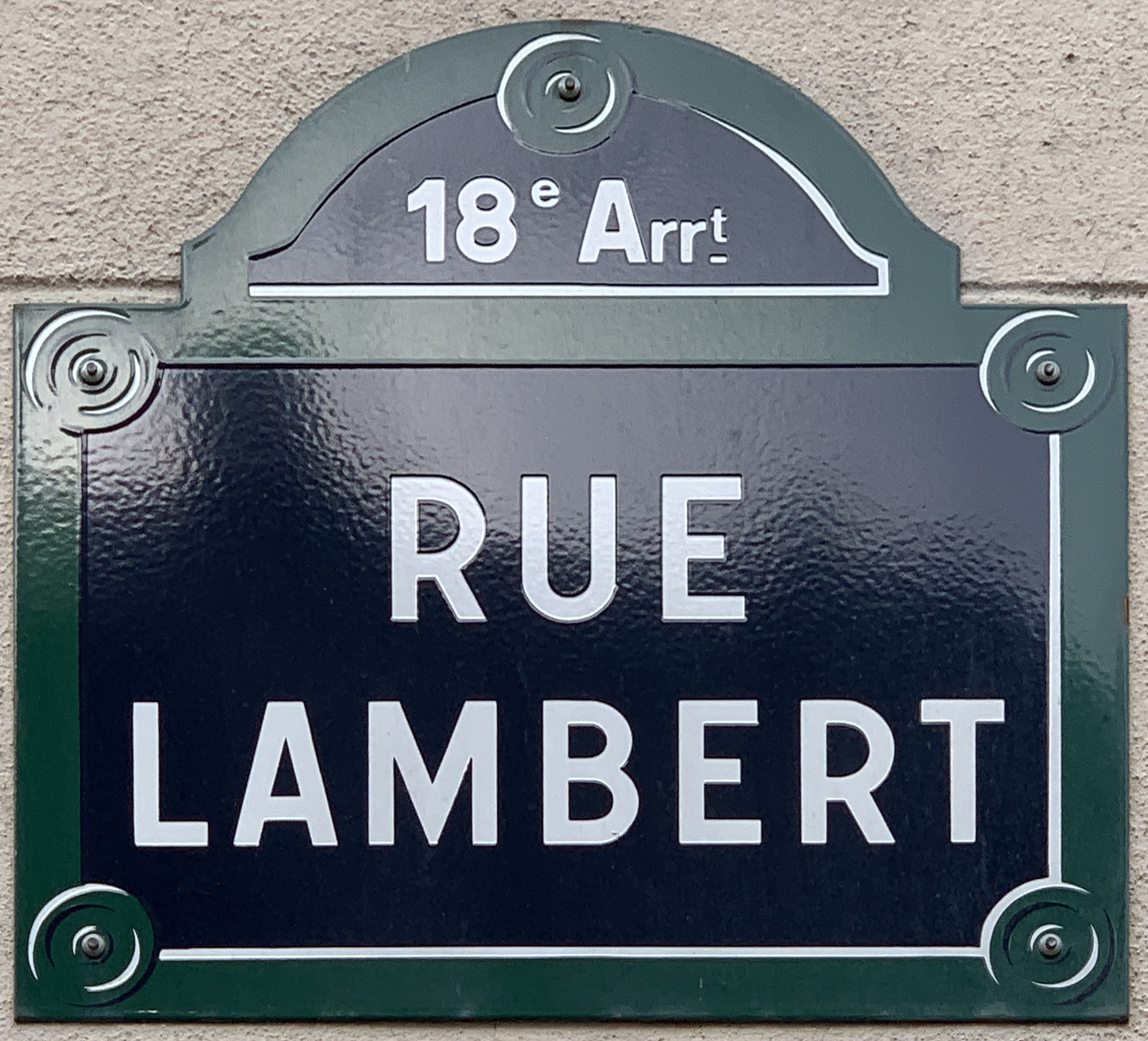
Plaque de la rue.

Elle porte le nom du propriétaire sur les terrains duquel la rue a été ouverte.

## Historique
Cette rue résulte de la fusion, en 1877, de deux voies :
- la « rue Lambert », entre la rue Nicolet et la rue Labat ouverte en 1848 ;
- la « rue Lalande », entre les rues Labat et Bachelet, appelée précédemment « rue Hortense », en 1843, puis « rue de l'Impératrice » en 1853, et « rue Lalande » à partir de 1871, qui était une voie de l'ancienne commune de Montmartre et rattachée à la voirie de Paris en 1863.

## Bâtiments remarquables et lieux de mémoire
- À l'angle avec la rue Custine se trouve la place Jean-Gabin, nommée ainsi en raison de la présence de la maison natale de l'acteur.
- La rue Lambert se situe au croisement de la rue Nicolet. C'est au numéro 14 de la rue Nicolet que Rimbaud et Verlaine se rencontrèrent pour la première fois: Verlaine y vivait chez ses beaux-parents, les Mauté de Fleurville. Un collage du collectif "rue meurt d'art", situé au croisement des rues Lambert et Nicolet et représentant le poète, commémore cet événement.